# Волошенков Борис Олексійович
Борис Олексійович Волошенков (10 липня 1956, Бєльці) — український державний діяч та працівник органів безпеки, виконуючий обов'язки голови Одеської обласної військової адміністрації з 16 березня по 30 травня 2023 року.

## Біографія
Борис Волошенков народився в Бєльцях. З 1973 до 1979 року він навчався в Одеському медичному інституті, після чого з 1979 до 1981 року працював старшим лаборантом кафедри госпітальної хірургії № 1 Одеського медичного інституту. З 1981 року Борис Волошенков працював у органах державної безпеки, у 2006—2008 роках був керівником Головного управління контррозвідувального захисту інтересів держави у сфері економічної безпеки СБУ в званні генерал-майора, а в грудні 2014 року став радником голови Служби зовнішньої розвідки України. З січня 2016 року до грудня 2020 року Волошенков працював радником адвокатського об'єднання "Адвокатська фірма «Актіо». З грудня 2020 до лютого 2021 року він був радником патронатної служби апарату Одеської обласної державної адміністрації. З лютого 2021 року Борис Волошенков працював першим заступником голови Одеської обласної державної адміністрації. Після відставки з поста голови обласної адміністрації Максима Марченка 15 березня 2023 року Борис Волошенков став виконуючим обов'язки голови обласної адміністрації. Обов'язки голови обласної адміністрації виконував до призначення головою обласної адміністрації Олега Кіпера 30 травня 2023 року.

## Особисте життя
Сином Бориса Волошенкова є Дмитро Волошенков, який у 2007 році був народним депутатом України V скликання від Партії регіонів, а пізніше у 2010—2014 роках працював заступником голови Одеської обласної державної адміністрації.

## Нагороди та відзнаки
- Почесна грамота Кабінету Міністрів України (2008)
- Орден Богдана Хмельницького III ст. (2013)
- Почесна відзнака голови Одеської обласної державної адміністрації (2001), Почесна відзнака Одеської обласної ради, відомчі відзнаки Служби безпеки України